# Ермилов, Павел Александрович
Павел Александрович Ермилов (15 июля 1922 — 12 февраля 1990) — подполковник Советской Армии, участник Великой Отечественной войны, Герой Советского Союза (1945).

## Биография
Павел Ермилов родился 15 июля 1922 года в Рыбинске. Получил неполное среднее образование, после чего работал слесарем Рыбинского машиностроительного завода. В 1940 году Ермилов был призван на службу в Рабоче-крестьянскую Красную Армию. В 1943 году он окончил Балашовскую военную авиационную школу лётчиков. С августа того же года — на фронтах Великой Отечественной войны.
К сентябрю 1944 года старший лейтенант Павел Ермилов был заместителем командира эскадрильи 766-го штурмового авиаполка 211-й штурмовой авиадивизии 3-й воздушной армии 1-го Прибалтийского фронта. К тому времени он совершил 104 боевых вылетов на штурмовку скоплений боевой техники и живой силы противника, его объектов. К моменту представления к званию Героя Советского Союза уничтожил лично 20 танков, 115 автомашин, сбил 1 самолёт, уничтожил 2 паровоза, более 30 вагонов, до 60 повозок, до 30 орудий полевой и 30 орудий зенитной артиллерии, взорвал склад с боеприпасами и склад с горючим, создал до 20 очагов пожаров, уничтожил или рассеял до 500 вражеских солдат и офицеров.
Указом Президиума Верховного Совета СССР от 23 февраля 1945 года старший лейтенант Павел Ермилов был удостоен звания Героя Советского Союза с вручением ордена Ленина и медали «Золотая Звезда».
После окончания войны Ермилов продолжил службу в Советской Армии. В 1952 году он окончил Высшие лётно-тактические курсы. В 1959 году в звании подполковника был уволен в запас. Проживал в городе Елгава Латвийской ССР, работал главным инженером 2-го домоуправления.
Был также награждён тремя орденами Красного Знамени, орденом Александра Невского, двумя орденами Отечественной войны 1-й степени, орденами Отечественной войны 2-й степени и Красной Звезды, медалями.
Умер 12 февраля 1990 года, похоронен на кладбище Межа (Лесном) в Елгаве.